# Nihonia
Nihonia là một chi ốc biển, là động vật thân mềm chân bụng sống ở biển trong họ Turridae.

## Các loài
Các loài thuộc chi Nihonia bao gồm:
- Nihonia australis (Gmelin, 1791)[2]
- Nihonia circumstricta (Martens, 1901)[3]
- Nihonia maxima Sysoev, 1997[4]